# Nordische Junioren-Skiweltmeisterschaften 1994
Die 17. Nordischen Junioren-Skiweltmeisterschaften 1994 fanden vom 26. bis zum 30. Januar 1994 im österreichischen Breitenwang statt.

## Skilanglauf Junioren

### 10 km Klassisch
| Platz | Sportler            | Land        | Zeit (min) |
| ----- | ------------------- | ----------- | ---------- |
| 1     | Grigori Gutnikow    | Russland    | 28:36,5    |
| 2     | Agostino Filippa    | Italien     | 28:37,7    |
| 3     | Mitsuo Horigome     | Japan       | 28:46,4    |
| 4     | Tor Arne Hetland    | Norwegen    | 28:50,4    |
| 5     | René Sommerfeldt    | Deutschland | 28:52,1    |
| 6     | Thobias Fredriksson | Schweden    | 28:56,3    |
| 7     | Maxim Pitschugin    | Russland    | 29:07,2    |
| 8     | Pietro Broggini     | Italien     | 29:09,4    |
| 9     | Frode Jermstad      | Norwegen    | 29:14,0    |
| 10    | Tore Bjonviken      | Norwegen    | 29:17,9    |
| 11    | Christian Hoffmann  | Österreich  | 29:24,2    |
| 15    | Christoph Sumann    | Österreich  | 29:44,6    |
| 31    | Heiko Zühlke        | Deutschland | 30:28,4    |
| 38    | Markus Moser        | Österreich  | 30:45,4    |
| 42    | Daniel Emmenegger   | Schweiz     | 30:53,5    |
| 45    | Wolf Wallendorf     | Deutschland | 31:06,4    |
| 47    | Christian Stolz     | Schweiz     | 31:11,4    |
| 50    | Reto Burgermeister  | Schweiz     | 31:19,2    |
| 55    | Dominik Walpen      | Schweiz     | 31:46,2    |
| 62    | Mark Jeschke        | Deutschland | 32:07,9    |
| 64    | Daniel Mesotitsch   | Österreich  | 32:10,2    |

Datum: 26. Januar 1994

Es waren 104 Läufer am Start.

### 30 km Freistil
| Platz | Sportler              | Land        | Zeit (std) |
| ----- | --------------------- | ----------- | ---------- |
| 1     | Mitsuo Horigome       | Japan       | 1:18:07,8  |
| 2     | Masaaki Kōzu          | Japan       | 1:18:12,3  |
| 3     | Tor Arne Hetland      | Norwegen    | 1:18:32,0  |
| 4     | Guillaume Braud       | Frankreich  | 1:19:10,2  |
| 5     | Pietro Piller Cottrer | Italien     | 1:19:13,2  |
| 6     | Roman Matejka         | Tschechien  | 1:19:13,3  |
| 7     | Janusz Krężelok       | Polen       | 1:19:41,1  |
| 8     | Grigori Gutnikow      | Russland    | 1:20:11,0  |
| 9     | Thobias Fredriksson   | Schweden    | 1:20:18,2  |
| 10    | Maxim Pitschugin      | Russland    | 1:20:22,2  |
| 13    | Christian Hoffmann    | Österreich  | 1:21:02,3  |
| 21    | René Sommerfeldt      | Deutschland | 1:21:35,6  |
| 25    | Alexander Bollwein    | Deutschland | 1:21:53,6  |
| 27    | Heiko Zühlke          | Deutschland | 1:22:32,5  |
| 34    | Enrico Rieder         | Österreich  | 1:24:43,7  |
| 46    | Kyrill Kretschmar     | Deutschland | 1:25:40,7  |
| 48    | Dominik Walpen        | Schweiz     | 1:25:54,3  |
| 50    | Ugo Leonardi          | Schweiz     | 1:26:31,9  |
| 51    | Urs Graf              | Schweiz     | 1:26:38,6  |
| 56    | Kurt Kälin            | Schweiz     | 1:27:25,4  |
| 67    | Martin Tauber         | Österreich  | 1:29:23,0  |
| 71    | Markus Moser          | Österreich  | 1:30:34,7  |

Datum: 30. Januar 1994

Es waren 96 Läufer am Start.

### 4 × 10 km Staffelrennen
| Platz | Sportler                                                          | Mannschaft  | Zeit (std) |
| ----- | ----------------------------------------------------------------- | ----------- | ---------- |
| 1     | Takeshi Sato Mitsuo Horigome Masaaki Kōzu Satoyuki Kaga           | Japan       | 1:55:55,6  |
| 2     | Tore Bjonviken Frode Jermstad Håkon Loe Johansen Tor Arne Hetland | Norwegen    | 1:56:29,5  |
| 3     | Magnus Eriksson Thobias Fredriksson Jörgen Brink Henrik Eriksson  | Schweden    | 1:57:32,5  |
| 4     | Laurent Journet Yann Vallet Vincent Vittoz Guillaume Braud        | Frankreich  | 1:57:44,4  |
| 5     | Heiko Zuhlke René Sommerfeldt Alexander Bollwein ?                | Deutschland | 1:57:46,6  |
| 7     | Markus Moser Christian Hoffmann Enrico Rieder Christoph Sumann    | Österreich  | 2:00:06,1  |
| 8     | Christian Stolz Daniel Emmenegger Ugo Leonardi Reto Burgermeister | Schweiz     | 2:00:06,6  |

Datum: 28. Januar 1994

Es waren 22 Teams am Start.

## Skilanglauf Juniorinnen

### 5 km Klassisch
| Platz | Sportler            | Land        | Zeit (min) |
| ----- | ------------------- | ----------- | ---------- |
| 1     | Irina Skladnewa     | Russland    | 16:20,2    |
| 2     | Milla Jauho         | Finnland    | 16:29,1    |
| 3     | Olga Samorosowa     | Russland    | 16:29,9    |
| 4     | Manuela Henkel      | Deutschland | 16:30,8    |
| 5     | Unni Ødegård        | Norwegen    | 16:47,8    |
| 6     | Jaroslava Bukvajová | Slowakei    | 16:49,6    |
| 7     | Riikka Sirviö       | Finnland    | 16:50,9    |
| 8     | Sumiko Yokoyama     | Japan       | 16:56,0    |
| 9     | Julia Tschepalowa   | Russland    | 16:57,0    |
| 10    | Henna Lehto         | Finnland    | 16:57,6    |
| 11    | Andrea Huber        | Schweiz     | 17:00,2    |
| 18    | Kati Wilhelm        | Deutschland | 17:13,4    |
| 23    | Britta Wienand      | Deutschland | 17:17,7    |
| 31    | Antje König         | Deutschland | 17:30,7    |
| 33    | Nadja Scaruffi      | Schweiz     | 17:32,2    |
| 55    | Ursina Rauch        | Schweiz     | 18:16,2    |
| 64    | Bettina Mesotitsch  | Österreich  | 18:38,0    |
| 77    | Aita Rauch          | Schweiz     | 19:25,7    |
| 78    | Irene Eder          | Österreich  | 19:29,8    |

Datum: 26. Januar 1994

Es waren 87 Läuferinnen am Start.

### 15 km Freistil
| Platz | Sportler           | Land        | Zeit (min) |
| ----- | ------------------ | ----------- | ---------- |
| 1     | Julia Tschepalowa  | Russland    | 41:53,5    |
| 2     | Olga Samorosowa    | Russland    | 42:32,1    |
| 3     | Irina Skladnewa    | Russland    | 43:18,7    |
| 4     | Kateřina Hanusova  | Tschechien  | 43:42,0    |
| 5     | Sumiko Yokoyama    | Japan       | 43:58,3    |
| 6     | Lucie Hanusova     | Tschechien  | 44:09,0    |
| 7     | Unni Ødegård       | Norwegen    | 44:26,8    |
| 8     | Lara Peyrot        | Italien     | 44:45,5    |
| 9     | Manuela Henkel     | Deutschland | 44:57,3    |
| 10    | Kristina Šmigun    | Estland     | 45:01,5    |
| 17    | Corinna May        | Deutschland | 45:37,4    |
| 23    | Aita Rauch         | Schweiz     | 46:07,8    |
| 25    | Antje König        | Deutschland | 46:18,2    |
| 27    | Andrea Huber       | Schweiz     | 46:36,0    |
| 38    | Ursina Rauch       | Schweiz     | 47:08,1    |
| 69    | Irene Eder         | Österreich  | 50:50,4    |
| 70    | Bettina Mesotitsch | Österreich  | 50:56,3    |

Datum: 30. Januar 1994

Es waren 83 Läuferinnen am Start.

### 4 × 5 km Staffelrennen
| Platz | Sportler                                                    | Mannschaft  | Zeit (std) |
| ----- | ----------------------------------------------------------- | ----------- | ---------- |
| 1     | Jana Šaldová Jana Rázlová Lucie Hanusova Kateřina Hanusova  | Tschechien  | 1:06:19,6  |
| 2     | Yukino Sato Sumiko Yokoyama Yuko Takeda Midori Furusawa     | Japan       | 1:06:31,8  |
| 3     | Debora Pomare Barbara Giacomuzzi Roberta Tarter Lara Peyrot | Italien     | 1:06:31,1  |
| 4     | Kati Wilhelm Manuela Henkel Corinna May Sigrid Lang         | Deutschland | 1:06:34,6  |
| 5     | Anne Kristi Marken Unni Ødegård Mari Storeng Eva Kjerstadmo | Norwegen    | 1:07:05,7  |
| 7     | Nadja Scaruffi Andrea Huber Selina Bischoff Aita Rauch      | Schweiz     | 1:08:14,6  |

Datum: 28. Januar 1994

Es waren 17 Teams am Start.

## Nordische Kombination Junioren

### Gundersen (Normalschanze K 85/10 km)
| Platz | Sportler      | Land |
| ----- | ------------- | ---- |
| 1     | Mario Stecher | AUT  |
| 2     | Milan Kučera  | CZE  |
| 3     | Tapio Nurmela | FIN  |

Datum: 27. Januar 1994

### Mannschaft (Normalschanze K90/3 × 10 km)
| Platz | Sportler                                         | Land |
| ----- | ------------------------------------------------ | ---- |
| 1     | Kenneth Braaten Jermund Lunder Glenn Skram       | NOR  |
| 2     | Topi Sarparanta Simo Jääskelainen Hannu Manninen | FIN  |
| 3     | Christoph Eugen Mario Stecher Felix Gottwald     | AUT  |

Datum: 29. Januar 1994

## Skispringen Junioren

### Normalschanze
| Platz | Sportler                 | Land | Weite 1 | Weite 2 | Punkte |
| ----- | ------------------------ | ---- | ------- | ------- | ------ |
| 1     | Janne Ahonen             | FIN  | 78,5 m  | 80,5 m  | 215,5  |
| 2     | Nicolas Dessum           | FRA  | 79,5 m  | 79,5 m  | 211,5  |
| 3     | Zbyněk Krompolc          | CZE  | 76,0 m  | 76,5 m  | 203,0  |
| 4     | Andreas Beck             | AUT  | 78,5 m  | 76,0 m  | 199,5  |
| 5     | Olli Happonen            | FIN  | 73,0 m  | 76,5 m  | 194,5  |
| 6     | Jani Mattila             | FIN  | 73,0 m  | 76,5 m  | 194,0  |
| 7     | Rolando Kaligaro         | SLO  | 72,5 m  | 73,5 m  | 188,5  |
|       | Michael Schreiber        | GER  | 71,0 m  | 75,5 m  | 188,5  |
| 9     | Tero Koponen             | FIN  | 73,5 m  | 77,0 m  | 187,5  |
| 10    | Reinhard Schwarzenberger | AUT  | 74,5 m  | 72,0 m  | 187,0  |
| 11    | Andreas Widhölzl         | AUT  | 70,5 m  | 76,5 m  | 186,5  |
| ...   |                          |      |         |         |        |
| 14    | Alexander Herr           | GER  | 73,5 m  | 67,5 m  | 175,0  |
| 21    | René Rosenbaum           | GER  | 70,0 m  | 70,0 m  | 169,0  |

Datum: 30. Jänner 1994

### Mannschaftsspringen Normalschanze
| Platz | Sportler                                                             | Land | Weite 1                     | Weite 2                     | Punkte |
| ----- | -------------------------------------------------------------------- | ---- | --------------------------- | --------------------------- | ------ |
| 1     | Jani Mattila Olli Happonen Tero Koponen Janne Ahonen                 | FIN  | 72,0 m 79,5 m 84,5 m 88,0 m | 78,5 m 76,0 m 79,5 m 80,5 m | 840,0  |
| 2     | Jan Balcar Jakub Sucháček Jaroslav Kahánek Zbyněk Krompolc           | CZE  | 74,5 m 77,0 m 76,5 m 77,5 m | 71,0 m 78,0 m 71,0 m 83,5 m | 791,0  |
| 3     | Andreas Widhölzl Reinhard Schwarzenberger Richard Foldl Andreas Beck | AUT  | 75,0 m 80,0 m 77,5 m 80,0 m | 85,5 m 83,0 m - m 80,5 m    | 745,0  |
| 4     | Alexander Herr Michael Schreiber René Rosenbaum Olaf Hegenbarth      | GER  | 75,0 m 76,5 m 73,5 m 64,0 m | 77,5 m 75,0 m 73,0 m 66,0 m | 726,5  |
| 5     | Roar Ljøkelsøy Lars Bergerengen Sturle Holseter Tommy Ingebrigtsen   | NOR  | 84,5 m 75,5 m 74,5 m 70,0 m | 67,5 m 73,5 m 68,0 m 72,5 m | 722,0  |
| ...   |                                                                      |      |                             |                             |        |
| 8     | Andreas Küttel Pascal Ochsner Marco Steinauer Erich Herrmann         | CHE  | 72,0 m 68,5 m 67,5 m 64,0 m | 75,5 m 70,5 m 66,5 m 64,0 m | 658,0  |

Datum: 27. Januar 1994

## Nationenwertung
| Platz | Land       | Gold | Silber | Bronze | Gesamt |
| ----- | ---------- | ---- | ------ | ------ | ------ |
| 1     | Russland   | 3    | 1      | 2      | 6      |
| 2     | Finnland   | 2    | 2      | 1      | 5      |
| 2     | Japan      | 2    | 2      | 1      | 5      |
| 4     | Tschechien | 1    | 2      | 1      | 4      |
| 5     | Norwegen   | 1    | 1      | 1      | 3      |
| 6     | Österreich | 1    | 0      | 2      | 3      |
| 7     | Italien    | 0    | 1      | 1      | 2      |
| 8     | Frankreich | 0    | 1      | 0      | 1      |
| 9     | Schweden   | 0    | 0      | 1      | 1      |